# Пересмішник антильський
Пересмішник антильський (Allenia fusca) — вид горобцеподібних птахів родини пересмішникових (Mimidae).

## Поширення
Вид поширений на Малих Антильських островах. Ареал охоплює Антигуа і Барбуду, Барбадос, Домініку, Гренаду, Гваделупу, Мартиніку, Монтсеррат, Нідерландські Антильські острови, Сент-Кітс і Невіс, Сент-Люсію та Сент-Вінсент і Гренадини. Він, можливо, зник з Барбадосу, Барбуди і Сінт-Естатіуса. Його природними місцями проживання є субтропічні або тропічні сухі ліси, субтропічні або тропічні вологі рівнинні ліси, субтропічні або тропічні сухі чагарники і деградовані ліси.